# Beaumont-lès-Valence
Beaumont-lès-Valence là một xã thuộc tỉnh Drôme trong vùng Auvergne-Rhône-Alpes đông nam nước Pháp. Xã Beaumont-lès-Valence nằm ở khu vực có độ cao trung bình 185 mét trên mực nước biển.